# Ecleora
Ecleora là một chi bướm đêm thuộc họ Geometridae.

## Các loài
- Ecleora solieraria (Rambur, 1834)